# FC Balzers
Fussball Club Balzers is een Liechtensteinse voetbalclub uit Balzers. De club werd in 1932 opgericht en is na FC Vaduz de succesvolste club van het land. Vanaf de jaren 90 mag de bekerwinnaar deelnemen aan het Europees voetbal en in het eerste seizoen slaagde de club er in om het Albanese Albpetrol Patos uit te schakelen.
Omdat het vorstendom Liechtenstein geen eigen voetbalcompetitie kent, speelt FC Balzers mee op amateurniveau in Zwitserland. 

## Erelijst
- Beker van Liechtenstein

1964, 1973, 1979, 1981, 1982, 1983, 1984, 1989, 1991, 1993, 1997

## FC Balzers in Europa
#Q = #kwalificatieronde, #R = #ronde, T/U = Thuis/Uit, W = Wedstrijd, PUC = punten UEFA coëfficiënten .
Uitslagen vanuit gezichtspunt FC Balzers
| Seizoen                                                    | Competitie   | Ronde | Land               | Club               | Totaalscore | 1e W    | 2e W    | PUC |
| ---------------------------------------------------------- | ------------ | ----- | ------------------ | ------------------ | ----------- | ------- | ------- | --- |
| 1993/94                                                    | Europacup II | Q     | Vlag van Albanië   | KS Albpetrol Patos | 3-1         | 3-1 (T) | 0-0 (U) | 3.0 |
|                                                            |              | 1R    | Vlag van Bulgarije | CSKA Sofia         | 1-11        | 0-8 U)  | 1-3 (T) | 3.0 |
| 1997/98                                                    | Europacup II | Q     | Vlag van Hongarije | BVSC Boedapest     | 1-5         | 1-3 (T) | 0-2 (U) | 0.0 |
| Totaal aantal behaalde punten voor UEFA coëfficiënten: 3.0 |              |       |                    |                    |             |         |         |     |

## Bekende (oud-)spelers
- Mario Frick